# اینه‌بولو
اینه‌بولو (به ترکی استانبولی: İnebolu) شهری است در کشور ترکیه که در استان قسطمونی واقع شده‌است. جمعیت این شهر بر اساس سرشماری سال ۲۰۰۸ میلادی ۹٬۴۶۵ نفر و بر اساس برآوردهای سال ۲۰۰۹ میلادی ۹٬۱۸۳ نفر می‌باشد.